# Teatro Filodrammatici (Treviglio)
Il teatro Filodrammatici è un teatro situato a Treviglio. Di proprietà della curia, si trova nel piazzale del Santuario della Madonna delle Lacrime, nell'angolo nord-occidentale. Progettato già nel 1898 da Carlo Bedolini, è stato realizzato ad inizio novecento in stile liberty e inaugurato nel 1905.

## Storia
Nello stesso anno dell'inaugurazione (1905) ci fu la nascita della compagnia teatrale drammatica del Circolo di San Luigi.
Con l'avvicinarsi della prima guerra mondiale il teatro con le contigue strutture del chiostro vengono adibite ad ospedale militare e poi sede dell'industria Face di Milano.
Nel 1940 nasce la compagnia di prosa, ma a causa della seconda guerra mondiale il teatro viene nuovamente convertito in ospedale e bisognerà attendere il 1945 perché l'attività teatrale riprenda con la neonata compagnia stabile. Con il secondo dopoguerra gli interni vengono completamente rinnovati, l'ingresso viene dotato di guardaroba e specchiere, anche se tutte le attenzioni si concentrano sulla sala, la quale, dopo la rimozione di alcuni elementi antiestetici, può essere ammirata in tutta la sua grandezza. Il gradevole colore rosa tenue delle pareti dà alla sala l'aspetto di una bomboniera. Il palcoscenico è stato allungato, la galleria ed il corridoio di accesso sono stati ampliati, mentre il boccascena è fiancheggiato da gradevoli decorazioni e da coppie di colonne dorate.
Nel dicembre del 1987 con la creazione dell'associazione senza fini di lucro teatro Filodrammatici, il teatro viene ristrutturato dall'architetto Duccio Bencetti. I lavori durano due anni per una spesa di un miliardo e mezzo di lire.
Il teatro conta 290 posti a sedere, di cui 216 in platea e 74 in galleria. Propone spettacoli teatrali settimanali e tra i generi teatrali in cui si è specializzato nel corso degli anni abbiamo le tragedie e il teatro dialettale.